# Élections municipales de 1989 à Québec
Les élections municipales de 1989 à Québec se sont déroulées le 5 novembre 1989.